# Il va pleuvoir sur Conakry
Pour plus de détails, voir Fiche technique et Distribution.
Il va pleuvoir sur Conakry est un film franco-guinéen réalisé par Cheick Fantamady Camara et sorti en 2007. Il retranscrit le malaise de nombreux jeunes Africains perdus au carrefour de la tradition et de la modernité,,.

## Fiche technique
- Titre français : Il va pleuvoir sur Conakry
- Réalisation : Cheick Fantamady Camara
- Scénario : Cheick Fantamady Camara
- Production : Djoliba Production - COP Films
- Photographie : Robert Millié
- Montage : Agnès Dufour
- Musique : Izm
- Son : Marc Nouyrigat
- Genre : comédie dramatique
- Durée : 113 minutes
- Dates de sortie : 
  - 2007 (festivals)
  - France - 30 avril 2008

## Distribution
- Fatoumata Diawara
- Tella Kpomahou
- Balla Moussa Keïta
- Alex Ogou

## Distinctions
- Prix RFI du public au Fespaco en 2007[4].
- Prix du public de Tübingen et de Stuttgart en 2007[5].

## Accueil critique
- Dans les Cahiers du cinéma[6], Vincent Malausa écrit notamment : « Par son usage aiguisé de la HD, par son souci d'épouser une temporalité contemporaine en décalage complet avec les « films de calebasse », le film de Cheick Fantamady Camara agit comme un appel d'air ».
- Selon Jean-Luc Douin (Le Monde, 29 avril 2008 ), le cinéaste « affiche une liberté de ton assez inattendue, un style de nouvelle vague à l'africaine ».